# Cypern
För andra betydelser, se Cypern (olika betydelser).
Cypern (grekiska: Κύπρος/Kýpros; turkiska: Kıbrıs), formellt Republiken Cypern (grekiska: Κυπριακή Δημοκρατία,/Kypriakī́ Dīmokratía; turkiska: Kıbrıs Cumhuriyeti), är en östat i östra Medelhavet, öster om Grekland, söder om Turkiet, väster om Syrien och norr om Egypten. Det är den tredje största ön i Medelhavet och räknas geografiskt till Asien men politiskt oftast till Europa.
Republiken Cypern har de jure suveränitet över ön Cypern och dess omgivande vatten, med undantag för de brittiska militära baserna i Akrotiri och Dhekelia. Republiken Cypern är de facto uppdelad i två huvuddelar; området under effektiv kontroll av Republiken Cypern, som omfattar cirka 59 % av öns yta, och det turkiskt kontrollerade området i norr, som kallar sig Turkiska republiken Nordcypern och endast erkänns av Turkiet, och som täcker cirka 36 % av öns yta.
Ön förblir delad även som medlem i EU. Unionens lagar gäller enbart på södra Cypern, som kontrolleras av den erkända, grekcypriotiska regeringen. Hela Cypern är officiellt med i unionen, men Republiken Cypern styr inte öns norra del och EU:s regelverk tillämpas inte där. De officiella cypriotiska myndigheternas kontroll sträcker sig bara till stilleståndslinjen.
Republiken Cypern är ett avancerat höginkomstland med en mycket hög Human Development Index. Cypern var en av grundarna av Alliansfria staternas organisation men trädde ur samtidigt som inträdet i EU 1 maj 2004.

## Historia

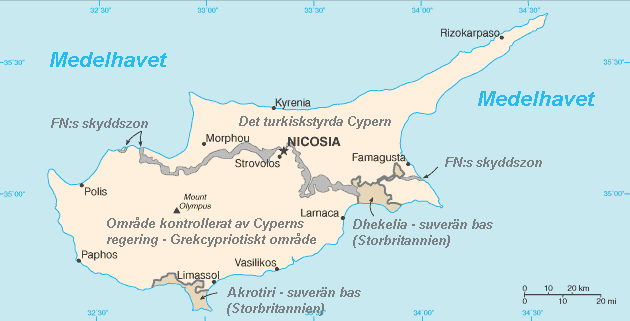
Karta över Cypern.

Cypern var en viktig källa för koppar under bronsåldern och hade handelskontakter med hettiterna, egyptierna och grekerna.
Den grekiske vetenskapsmannen Aristoteles (300-talet f.Kr) nämner den cypriska kopparn i sina skrifter. Ön var berömd för sina gruvor under romersk tid, då även ordet för koppar utformades. Den romerske författaren Plinius den äldre använde sig av uttrycket ”aes cyprium” (lat. ”cyprisk koppar”). Med tiden försvann första ledet i detta uttryck. Kvar blev ”cyprium” och senare ”cuprum”, som endast betecknar varifrån kopparn kom.
På 500-talet f.Kr. införlivades ön i det expanderande persiska akemeniderriket och förblev persisk i tvåhundra år. Cypern blev romersk 58 f.Kr. till 1191 då Kung Rikard I Lejonhjärta erövrade ön i samband med korstågen och sålde den till Guy av Lusignan år 1192, som därmed bildade Kungariket Cypern. Republiken Venedig övertog ön 1489 efter att den regerande drottningen, Caterina Cornaro, överlämnade makten.
Under några århundraden tillhörde Cypern det bysantinska riket, då sköna ting skapades inom konst och arkitektur. Cypern är en av de få platser där man kan studera väggmålningar från den äldsta kristna och bysantinska tiden eftersom denna konst är förstörd på annat håll. Mosaiker från 5/600-tal e.Kr. finns till exempel bara på Cypern och i Katarinaklostret i Sinai. Höjdpunkten inom den kyrkliga konsten inföll under 1100-talet då de bysantinska kejsarna i Konstantinopel understödde kyrkobyggen och utsmyckningen av dem. Många av de märkligaste kyrkorna ligger avlägset uppe i Troodosbergen, skyddade mot pirater och klåfingriga katolska korsriddare. Kyrkorna är till det yttre grå där de hukar under väderbitna trälador, men själva kyrkorummet strålar av utsökta väggmålningar i starka färger. Från slutet av 1100-talet och in på 1400-talet kom Cypern att styras av frankerna (dynastin Lusignan). Ön blev en mellanstation för korsriddarna på väg österut mot Jerusalem. Den grekisk-ortodoxa kyrkan måste underordna sig den romersk-katolska, som helt kom att prägla kyrkor och annan arkitektur i de större städerna.
Från slutet av 1400-talet var frankernas tid över på Cypern och det venetianska styret tog vid. Italienska köpmän och aristokrater höll cyprioterna i ett järngrepp av höga skatter och tunga dagsverken. Cypern blev nu en militär utpost för det mäktiga Venedig, men fick även vissa förmåner som en del av ett stort handelsvälde. Ön exporterade säd, salt, socker och bomull. Men inkomsterna av detta tillföll förstås bara Venedig och den fåtaliga överklassen. Under denna tid organiserades flera uppror mot förtrycket. Cyprioterna blev alltmer desperata och skickade iväg sändebud med ansökan om hjälp varhelst de kunde finna den. Flera gånger kontaktade man bland annat osmanerna och en gång vände man sig till och  med till mamluckernas sultan i Egypten. Alla dessa försök misslyckades och ledarna för revolterna torterades svårt och avrättades. Det var en så svår tid att befolkningen till sist välkomnade osmanernas erövring av Cypern 1571?I nästan 300 år styrdes cyprioterna från Höga porten i Istanbul, fram till 1878 då Storbritannien arrenderade ön.
Osmanska riket erövrade Cypern år 1570?. Ett avtal mellan Osmanska riket och Storbritannien den 4 juni 1878 innebar att ön tills vidare ställdes under brittiskt administrativt styre. Osmanska riket hamnade i första världskriget i allians med Tyskland. Då  annekterade Storbritannien ön (1914) och proklamerade ön som brittisk koloni (1925–1960).
Under decennier kämpade cyprioterna mot brittisk överhöghet och britterna svarade med att förbjuda politiska partier, samt arrestera och landsförvisa mängder av grek-cyprioter. Revolten gällde inte bara Cyperns självständighet, utan även en förening med Grekland, så kallad enosis. Så småningom bildades befrielseorganisationen EOKA-A som 1955 inledde ett väpnat uppror mot britterna. Deras ledare Giorgos Grivas hade fått sin militära utbildning i Grekland och var en fanatisk antikommunist. Under den nazistiska ockupationen av Grekland under 1940-talet var han ledare för en gerillagrupp från extremhögern. EOKA-A mördade även hundratals grek-cyprioter som de ansåg samarbeta med britterna.
Självständigheten 1960 garanterades av ett avtal mellan britterna, Turkiet och Grekland det sk ”Treaty of Guarantee”. När det blev klart att militärjuntan i Grekland låg bakom mycket av oroligheterna i början av 1970-talet kontaktades britterna av Turkiet i avtalets anda, vilka avböjde att agera.
I början av 1970-talet ville militärjuntan i Aten införliva Cypern med Grekland, trots att majoriteten av grekcyprioterna nu övergivit tanken på enosis. Den grekiska juntan hjälpte till att återuppliva EOKA-gerillan och 1971 bildades falangen EOKA-B av extrema enosis-anhängare. Deras metoder urartade till ren terrorism och var, till skillnad från det ”gamla” EOKA-A, infiltrerat och finansierat av USA och CIA. De flesta medlemmarna var grekiska - inte grekcypriotiska - nationalister. Flera turkcyprioter drabbades också och deras byar brändes, även om attackerna i detta skede främst var riktade mot grek-cyprioterna. Den 15 juli 1974 störtades Makarios genom en kupp, iscensatt av EOKA-B i samarbete med CIA och den grekiska juntan i Athen. Ett fullkomligt inbördeskrig bröt ut under veckan efter militärkuppen. Grekcyprioterna bekämpade varandra. Tusentals människor dödades och fortfarande vet man inte exakt hur många.
Motståndet mot den brittiska kolonialmakten ledde till att grekcypriotiska EOKA förde ett gerillakrig på Cypern 1955-1959. Detta ledde till att Republiken Cypern proklamerades 1960. År 1974 inträffade en kris, som började med en grekisk militärkupp av soldater vilka var stationerade på Cypern. Avsikten var att avsätta Cyperns president Makarios eftersom denne inte önskade en förening mellan Republiken Cypern och Grekland. Som följd av mord och trakasserier mot den turkcypriotiska befolkningen ingrep turkisk militär i enlighet med avtalet om republiken Cyperns fortlevnad.
Genom den turkiska interventionen 1974 delades republiken Cypern mellan turkisktalande cyprioter (norra Cypern) och grekisktalande cyprioter (södra Cypern) och 1975 bildades Turkiska federala staten Cypern. 1983 proklamerades Turkiska Republiken Norra Cypern. År 1990 ansökte Republiken Cypern, i praktiken den grekcypriotiska södra delen av Cypern, om fullt medlemskap i EU. Åren 2002–2003 förhandlade Glafkos Klerides och Rauf Denktaş, ledare för den grekiska respektive turkiska delen av Cypern, om att återförena norra och södra Cypern. Den problematiska frågan om Cyperns statsrättsliga situation och framtid kallas Cypernfrågan. Den svårlösta krisen har lett till att Cypern under en stor del av 1900-talet stundtals kallades "hatets ö".
År 2004 presenterade FN:s generalsekreterare Kofi Annan en plan ("Twin-Referendums") för att förena norra och södra Cypern efter folkomröstningar i de två delarna. Den turkcypriotiska norra delen antog planen medan den grekcypriotiska södra delen förkastade den, vilket innebär att frågan om en förening fortfarande inte är löst. Samma år blev Cypern medlem i EU, som formellt anser att Republiken Cyperns territorium består av hela ön bortsett från de två brittiska baserna och att den norra delen är militärt ockuperad. Samtidigt är den gemensamma lagstiftningen inom EU enbart tillämpbar i de områden som Republiken Cypern behärskar, det vill säga enbart i den södra delen.

## Geografi
Cypern är den tredje största ön i Medelhavet (efter Sicilien och Sardinien) och är belägen i dess östra del en bit utanför Turkiets sydkust. Cypern ligger egentligen i Asien, men av historiska och kulturella skäl anses ön tillhöra Europa. FN räknar Cypern som ett västasiatiskt land. Turkiet ligger 75 kilometer norrut och andra grannländer inkluderar Syrien och Libanon i öst, Israel i sydöst, Egypten i syd och Grekland i nordväst. Cypern ligger geografiskt närmare bland annat Libanon än Grekland.
I Troodosmassivet i sydvästra delen av ön ligger Cyperns högsta berg, Olympos, som når 1 921 m ö.h. Innanför den norra kusten sträcker sig bergskedjan Pentadaktylos, Fem fingrar. Namnet återspeglar bergskedjans fem markerade toppar i rad. Öns form har liknats vid en kastrull, vilket förklarar det familjära namnet Pan Handle, kastrullskaftet, på den smala delen längst österut.

### Klimat

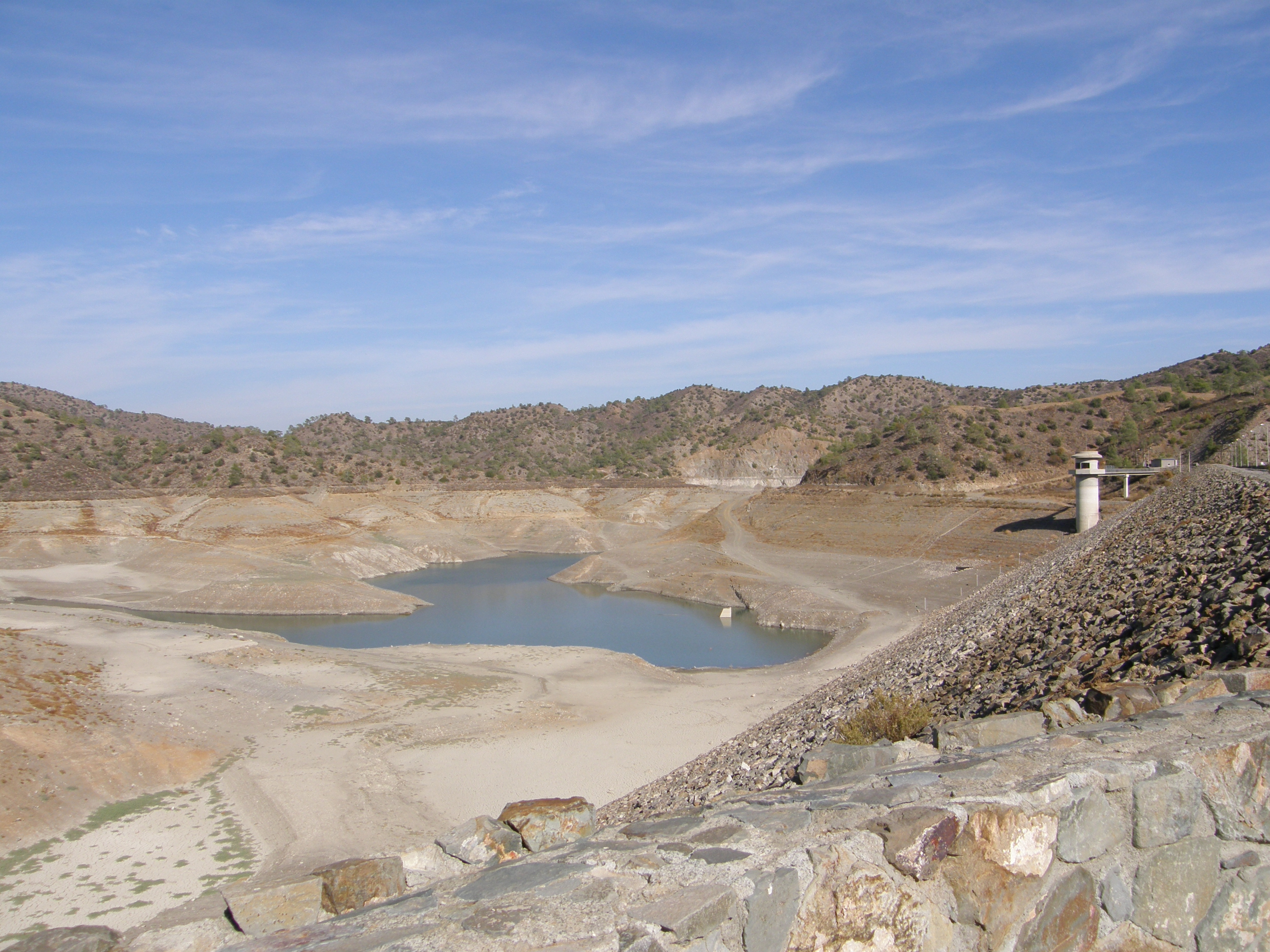
Dhipotamos Damm. En vattenreservoar; här nästan tömd.

Ön har ett subtropiskt torrt medelhavsklimat med långa heta, torra somrar och korta, milda, regnigare vintrar. Sommartemperaturerna varierar från svalt i bergsområdena, som i Troodosbergen, till varmt på låglandet. Vintertemperaturerna är milda på de lägre platserna, där snö även förekommer. I Troodosbergen ligger temperaturerna betydligt lägre, och man får tillräckligt med snö för säsongsöppna skidbackar.
Normala temperaturer och nederbörd i Nicosia:
|                                            | Jan | Feb | Mar | Apr | Maj | Jun | Jul | Aug | Sep | Okt | Nov | Dec |
| ------------------------------------------ | --- | --- | --- | --- | --- | --- | --- | --- | --- | --- | --- | --- |
| Normaldygnets maximitemperaturs medelvärde | 15  | 16  | 19  | 24  | 30  | 34  | 37  | 37  | 33  | 30  | 22  | 17  |
| Normaldygnets minimitemperaturs medelvärde | 6   | 5   | 7   | 10  | 15  | 20  | 22  | 22  | 19  | 16  | 10  | 7   |
|                                            |     |     |     |     |     |     |     |     |     |     |     |     |
| Nederbörd                                  | 55  | 42  | 28  | 20  | 23  | 18  | 6   | 1   | 12  | 17  | 55  | 66  |

| Diagram | temperaturer i °C • månadsnederbörd i mm | temperaturer i °C • månadsnederbörd i mm | temperaturer i °C • månadsnederbörd i mm | temperaturer i °C • månadsnederbörd i mm | temperaturer i °C • månadsnederbörd i mm | temperaturer i °C • månadsnederbörd i mm | temperaturer i °C • månadsnederbörd i mm | temperaturer i °C • månadsnederbörd i mm | temperaturer i °C • månadsnederbörd i mm | temperaturer i °C • månadsnederbörd i mm | temperaturer i °C • månadsnederbörd i mm | temperaturer i °C • månadsnederbörd i mm |
|         | 55 15 6                                  | 42 16 5                                  | 28 19 7                                  | 20 24 10                                 | 23 30 15                                 | 18 34 20                                 | 6 37 22                                  | 1 37 22                                  | 12 33 19                                 | 17 30 16                                 | 55 22 10                                 | 66 17 7                                  |

Normala temperaturer och nederbörd i Larnaca:
|                                            | Jan | Feb | Mar | Apr | Maj | Jun | Jul | Aug | Sep | Okt | Nov | Dec |
| ------------------------------------------ | --- | --- | --- | --- | --- | --- | --- | --- | --- | --- | --- | --- |
| Normaldygnets maximitemperaturs medelvärde | 17  | 17  | 19  | 23  | 27  | 30  | 32  | 33  | 31  | 28  | 23  | 18  |
| Normaldygnets minimitemperaturs medelvärde | 8   | 7   | 9   | 12  | 16  | 19  | 22  | 23  | 20  | 17  | 13  | 9   |
|                                            |     |     |     |     |     |     |     |     |     |     |     |     |
| Nederbörd                                  | 78  | 41  | 34  | 18  | 9   | 3   | 1   | 0   | 7   | 14  | 53  | 95  |

| Diagram | temperaturer i °C • månadsnederbörd i mm | temperaturer i °C • månadsnederbörd i mm | temperaturer i °C • månadsnederbörd i mm | temperaturer i °C • månadsnederbörd i mm | temperaturer i °C • månadsnederbörd i mm | temperaturer i °C • månadsnederbörd i mm | temperaturer i °C • månadsnederbörd i mm | temperaturer i °C • månadsnederbörd i mm | temperaturer i °C • månadsnederbörd i mm | temperaturer i °C • månadsnederbörd i mm | temperaturer i °C • månadsnederbörd i mm | temperaturer i °C • månadsnederbörd i mm |
|         | 78 17 8                                  | 41 17 7                                  | 34 19 9                                  | 18 23 12                                 | 9 27 16                                  | 3 30 19                                  | 1 32 22                                  | 0 33 23                                  | 7 31 20                                  | 14 28 17                                 | 53 23 13                                 | 95 18 9                                  |

Den årliga genomsnittliga havstemperaturen är runt 22 °C, med 27-28 °C som höjdpunkt under augusti, och 17 °C som lågpunkt under vintern.
| Jan   | Feb   | Mar   | Apr   | Maj   | Jun   | Jul   | Aug   | Sep   | Okt   | Nov   | Dec   |
| ----- | ----- | ----- | ----- | ----- | ----- | ----- | ----- | ----- | ----- | ----- | ----- |
| 18 °C | 17 °C | 17 °C | 18 °C | 21 °C | 25 °C | 27 °C | 28 °C | 27 °C | 26 °C | 22 °C | 20 °C |

Sommartid, då alla floder torkar ut, råder brist på dricksvatten på många håll. För att avhjälpa detta har man vallat in stora områden, där vatten samlas i dammar, som fylls av de ymniga regnen andra tider.

## Styre och politik
Enligt den författning som antogs vid självständigheten 1960, och som tillkom främst på brittiskt initiativ, skulle hela Cypern vara en suverän republik. Dess självständighet skulle garanteras av Turkiet, Grekland och Storbritannien. Författningen föreskrev att alla poster inom administration, förvaltning och försvar skulle fördelas proportionellt mellan grek- och turkcyprioter. Turkcyprioterna var dock genomgående överrepresenterade i förhållande till sin andel av befolkningen. Redan 1963 upphörde denna författning i praktiken att fungera, men den har aldrig upphävts formellt.
Republiken Cyperns förste president var den grekisk-ortodoxe ärkebiskopen Makarios III. Han tillträdde 1960, blev omvald två gånger och behöll ämbetet, utom en kort period 1974, ända till sin död 1977.
Den grekcypriotiska regeringen i söder håller fast vid Cyperns ursprungliga författning och har, i motsats till regeringen i norr, fått internationellt erkännande. Den president som grekcyprioterna utser vart femte år är fortfarande formellt sett hela Cyperns president. 
Cyperns president fungerar som både stats- och regeringschef och har omfattande befogenheter. Parlamentet har numera 80 platser, varav 24 är reserverade för turkcyprioter. De platserna står tomma. Parlamentsledamöterna utses i val vart femte år.
Den grekcypriotiska administrationen erhöll fullt medlemskap i EU den 1 maj 2004. EU:s lagar och bidragssystem gäller inte för turkcyprioternas del av ön, eftersom Cypern förblivit delat.

### Äganderättsfrågor
Äganderätten till jord och fastigheter är en komplicerad fråga att lösa inför en eventuell återförening av Cypern. Före Turkiets intervention 1974 skall 70 procent av fastigheterna i norr ha ägts av grekcyprioter, medan 10 procent av fastigheterna i söder ägdes av turkcyprioter.
Definitionen av fastighet på Cypern skiljer sig från vad som gäller enligt den svenska jordabalken. En egenhet för Cypern är att det inte är säkert att träd på en obebyggd tomt tillhör markägaren. Om där finns exempelvis olivträd kan dessa tillhöra en olivodlare i trakten, som inte äger den mark träden står på. Detta får den konsekvensen, att om någon vill förvärva tomten för att till exempel bygga ett hus, måste två köp göras: dels från den person, som äger marken, dels från en annan person, som äger träden. I annat fall blir olivträden ett servitut i den nye markägarens villaträdgård. Detta är en speciell komplikation inför Cyperns eventuella återförening.

### Försvar och utländsk militär närvaro

#### Nationalgardet
Den cypriotiska försvarsmakten, "Nationalgardet", är en värnpliktsarmé med land-, sjö- och flygstridselement. Det finns inga stående förband, utan alla förband är mobiliseringsförband. Fredsstyrkan omfattar 10 000 soldater, varav 9 000 är värnpliktiga.
Värnplikten är allmän för grekisk-ortodoxa män med en cypriotisk far. Män tillhörande andra av staten erkända kristna samfund, som katoliker, armenier och maroniter, kan frivilligt göra militärtjänst. Turkcyprioter inkallas inte. Tjänstgöringstiden är 26 månader.
- Mobiliseringsförband: 2 infanteribrigader och 1 pansarbrigad
- Stridsflyg: 12 Mil Mi-35 stridshelikoptrar
- Stridsfartyg: 10 snabba attackbåtar

#### ELDYK
Den överenskommelse som ledde till Cyperns självständighet gav Grekland och Turkiet rätt att stationera vissa begränsade truppstyrkor på ön. Den grekiska styrkan National Guard (NG) började organiseras den 20 november 1959, på grekiska Elliniki Dynami Kyprou (ELDYK), och består av ett regemente.

#### Brittiska styrkor på Cypern

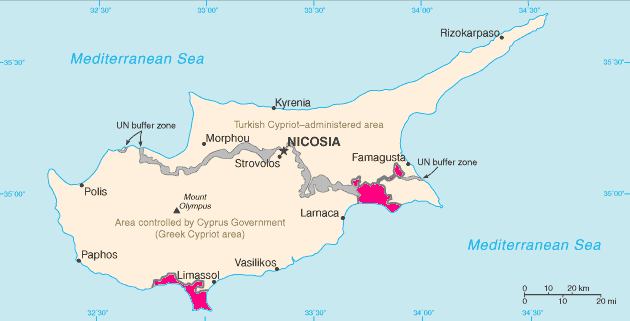
Grått = FN:s buffertzon
Rött = De brittiska baserna.

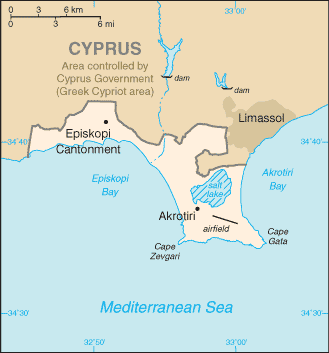
Akrotiribasen.

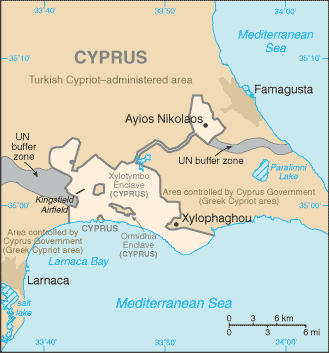
Dhekeliabasen.

De brittiska trupperna i de brittiska suveräna basområdena på Cypern Akrotiri och Dhekelia består av två infanteribataljoner samt understöds- och underhållsförband, två patrullfartyg och en sjöräddningshelikopterdivision. Områdena räknas som brittisk mark, kvarvarande delar av den brittiska kolonin Cypern som fanns före 1960. Inom dessa delar är följaktligen det officiella språket (brittisk) engelska, och brittisk lag gäller.
I Dhekelia finns ett välutrustat huvudsjukhus för samtliga brittiska förband i mellanöstern. Sjukhuset står till förfogande även för FN-trupperna vid sådana svårare sjukdomsfall, som för behandling kräver större resurser än de olika FN-kontingenternas egna.
På toppen av Olympos finns en radarstation med lång räckvidd som täcker hela östra Medelhavet med angränsande landområden.

#### UNFICYP
FN:s fredsbevarande styrkor på Cypern - UNFICYP (United Nations Forces in Cyprus) bildades 1964. Sedan 1974 har de till uppgift att upprätthålla en buffertzon, mellan det cypriotiska nationalgardet och de turkiska och turkcypriotiska styrkorna på Cypern. Den berömda Gröna Linjen delar ännu huvudstaden och fick sitt namn på nyårsdagen 1964 efter en ritad grön linje på en karta. En brittisk general markerade en linje tvärsigenom Nicosia på kartan med en penna som råkade ha grönt bläck. Grekcyprioter skulle stanna söder om linjen och turkcyprioter norr om den. Det är denna gräns som fick namnet Gröna Linjen eller Green Line, och inte den buffertzon som idag löper tvärsöver hela ön.
UNFICYP var från början sammansatt av tämligen stora truppstyrkor från Storbritannien, Danmark, Finland och Sverige. Även Nya Zeeland besatte vissa specialbefattningar. Sverige deltog med en bataljon från 1964, vilken 1967 bestod av ett stabs- och trosskompani, som hyste bataljonsstaben, och ett infanterikompani förlagda i Famagusta samt ett infanterikompani i Larnaca. I den svenska kontingenten ingick även en grupp poliser, stationerade i Famagusta. Efter kuppen 1974 samt den Turkiska interventionen 1974 Delades ön i nordlig turkzon och en sydlig grekcypriotisk. Den svenska kontingenten stationerades med stab och tross i Larnaca, ett skyttekompani i Antenou och ett skyttekompani i Nicosia. Den svenska insatsen avslutades 1987. Mindre element som stabspersonal vid UNFICYP och Civilpolis kvarstod till 1993. Efter hand reducerades truppstyrkorna, och 2006 hade UNFICYP krympt till 851 militärer, 65 poliser och 35 civila i den internationella kontingenten samt 109 lokalanställda cyprioter.

### Administrativ indelning
Cypern är indelat i sex distrikt (επαρχίες eparchies) vilka bär samma namn som respektive distriktshuvudstad: Famagusta, Kyrenia, Larnaca, Limassol, Nicosia och Pafos. Av dessa ligger Famagusta och Kyrenia inom områden som behärskas av Nordcypern. Den demilitariserade zonen, "gröna linjen" skär rakt igenom republikens huvudstad Nicosia.

## Ekonomi och infrastruktur
Tidigare utvanns stora mängder mineral på Cypern, och koppar exporterades redan under bronsåldern, men numera spelar gruvindustrin en underordnad roll. Vid öns delning kom de rikaste jordbruksbygderna liksom industri- och turistcentra till den turkiska delen i norr. Cyperns ekonomi led ett svårt avbräck, men södra delen av ön hämtade sig snabbt. Grekcyprioterna byggde ut industrin, investerade i turismen och skapade efter Beiruts sammanbrott något av ett nytt finanscentrum för Mellanöstern. I norr stagnerade utvecklingen och man blev beroende av ekonomisk hjälp från Turkiet. Cyperns främsta jordbruksprodukter är potatis, vete, grönsaker samt tobak och citrusfrukter i norr, där jordbruk fortfarande är huvudnäring. Cypern har inga järnvägar men goda vägar. Av politiska skäl har kommunikationerna mellan öns norra och södra delar varit ytterst begränsade från 1960-talet.
Turism är en viktig näring. Även jordbruk och fiske sysselsätter många på Cypern. Bankväsendet fick ett uppsving under inbördeskrigen i Libanon, då mycket pengar flyttades över till ön ifrån Libanon. Skeppsfart är också viktigt. Cypern anslöt till euroområdet den 1 januari 2008, vilket innebär att det cypriotiska pundet ersatts med euro.

### Infrastruktur

#### Transporter

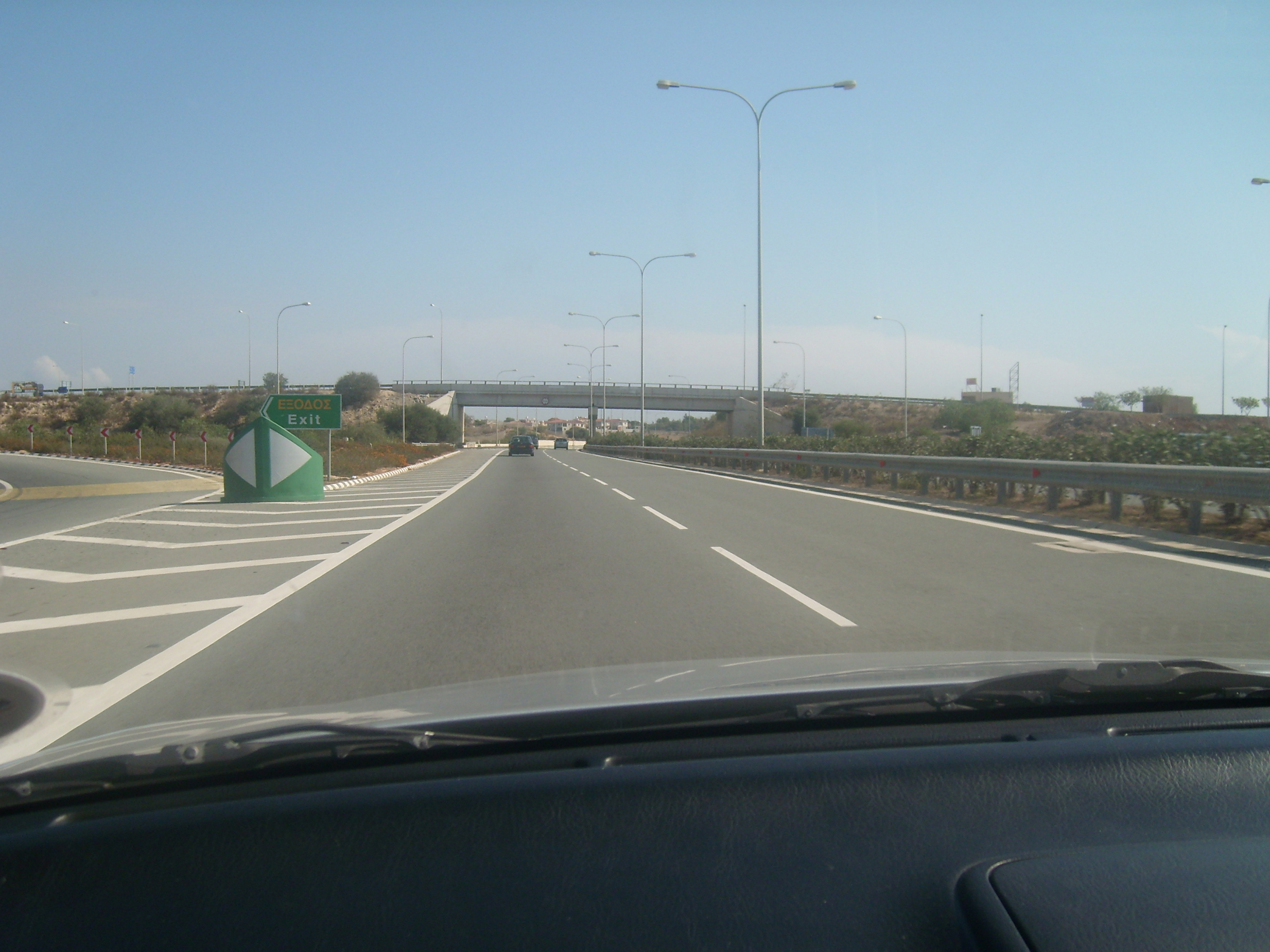
Motorväg på Cypern.

Cypern saknar numera järnväg, bland annat för att ön anses för liten för att detta åter ska vara lönsamt. Sjöfartstrafiken är mycket viktig för Cypern, tidigare med både frakt- och färjetrafik till Grekland och Israel från södra delen av ön (för närvarande, efter 2010, inga bilfärjor) och till Turkiet från den norra. Tre turkiska bilfärjerederier trafikerar nu Girne (Kyrenia) på Cyperns nordkust och Tasucu på turkiska sydostkusten; bland annat Akgünler samt Fergün. Detta har också under lång tid varit Cyperns enda sätt att ha internationella förbindelser med andra länder. Sjöfarten har alltjämt en betydande roll för Cypern, och landet är starkt beroende av denna.
Internationella flygplatser finns i Paphos och Larnaca. Nicosia flygplats har varit stängd sedan 1974. Den turkcypriotiska sidan har dock idag en flygplats nära Nicosia.
Vägnätets kvalitet varierar inom landet. Den turkcypriotiska delen har ett vägnät av lägre standard. Den grekcypriotiska delen däremot har en mycket god vägstandard. Stora delar av den grekcypriotiska delen har motorvägar. Dessa når ut till stora delar av det grekcypriotiska området. Den turkcypriotiska delen saknar däremot motorvägar. Både grek- och turkcyprioter har vänstertrafik, en kvarleva sedan det brittiska styret.

#### Utbildning
Utbildningsväsendet är uppdelat i grundskola, gymnasium och högskola/universitet. Det finns flera universitet på ön, bland annat University of Cyprus, Open University of Cyprus och Cyprus University of Technology.

## Demografi
Det finns flera folkgrupper på Cypern; grekcyprioter 77 %, turkcyprioter 18 %, övriga (bland andra armenier och maroniter) 5 %. Läs- och skrivkunnigheten är (2003) 97,5 %.

### Religion
I den södra delen tillhör de flesta den grekisk-ortodoxa kristendomen medan det i norr är det sunnitisk islam som är det dominerande. Det finns även religiösa minoriteter av maroniter, judar, armenisk-ortodoxa, romerska katoliker och anglikaner.
Cyperns grekisk-ortodoxa kyrka beviljades självständighet 488 av bysantinska kejsaren Zeno, då Anthemius var ärkebiskop.

## Internationella rankningar
| Organisation                                | Undersökning                   | Rankning  |
| ------------------------------------------- | ------------------------------ | --------- |
| Heritage Foundation/The Wall Street Journal | Index of Economic Freedom 2019 | 44 av 180 |
| Reportrar utan gränser                      | Pressfrihetsindex 2019         | 28 av 180 |
| Transparency International                  | Korruptionsindex 2018          | 38 av 180 |
| FN:s utvecklingsprogram                     | Human Development Index 2018   | 31 av 189 |

## Galleri

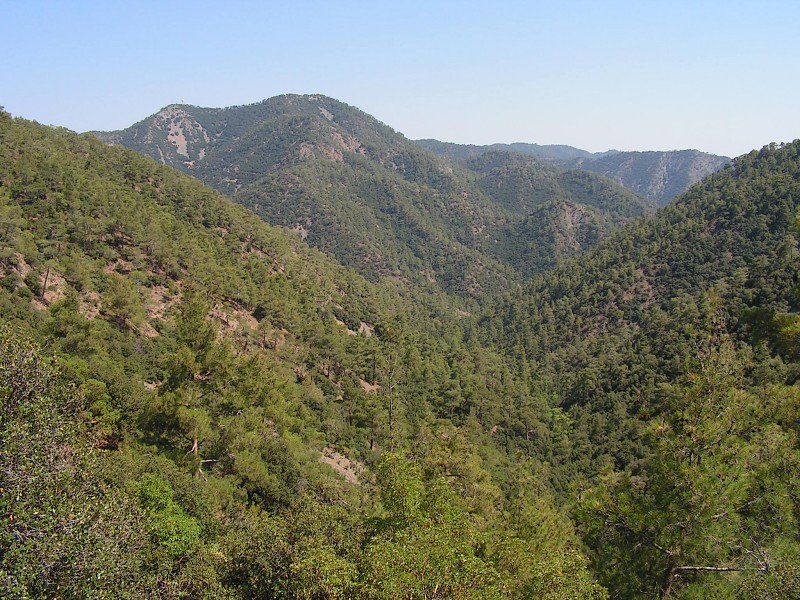
Troodosbergen.
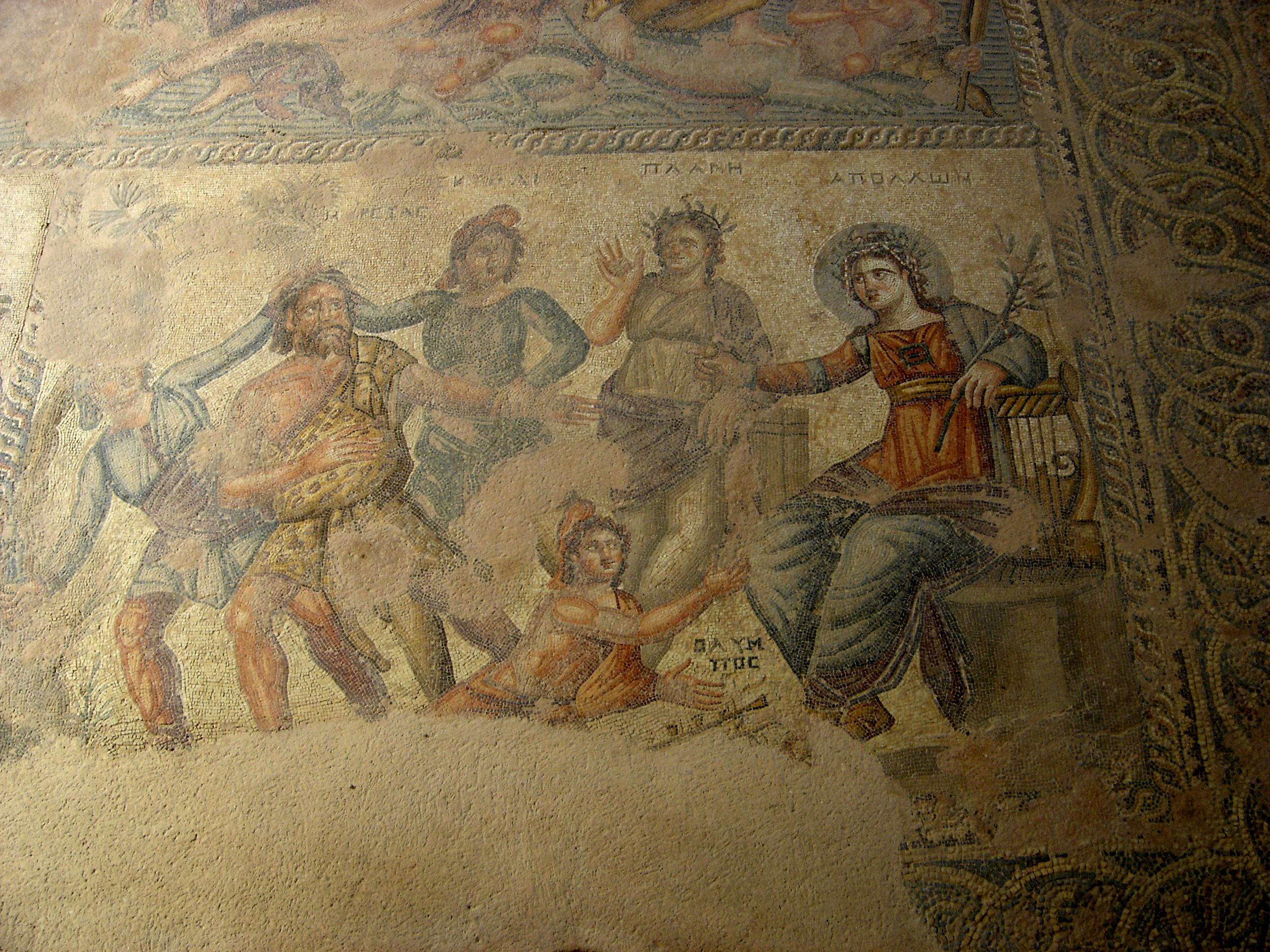
Musikern Marsyas straff Romersk mosaik, som finns i Kourion.
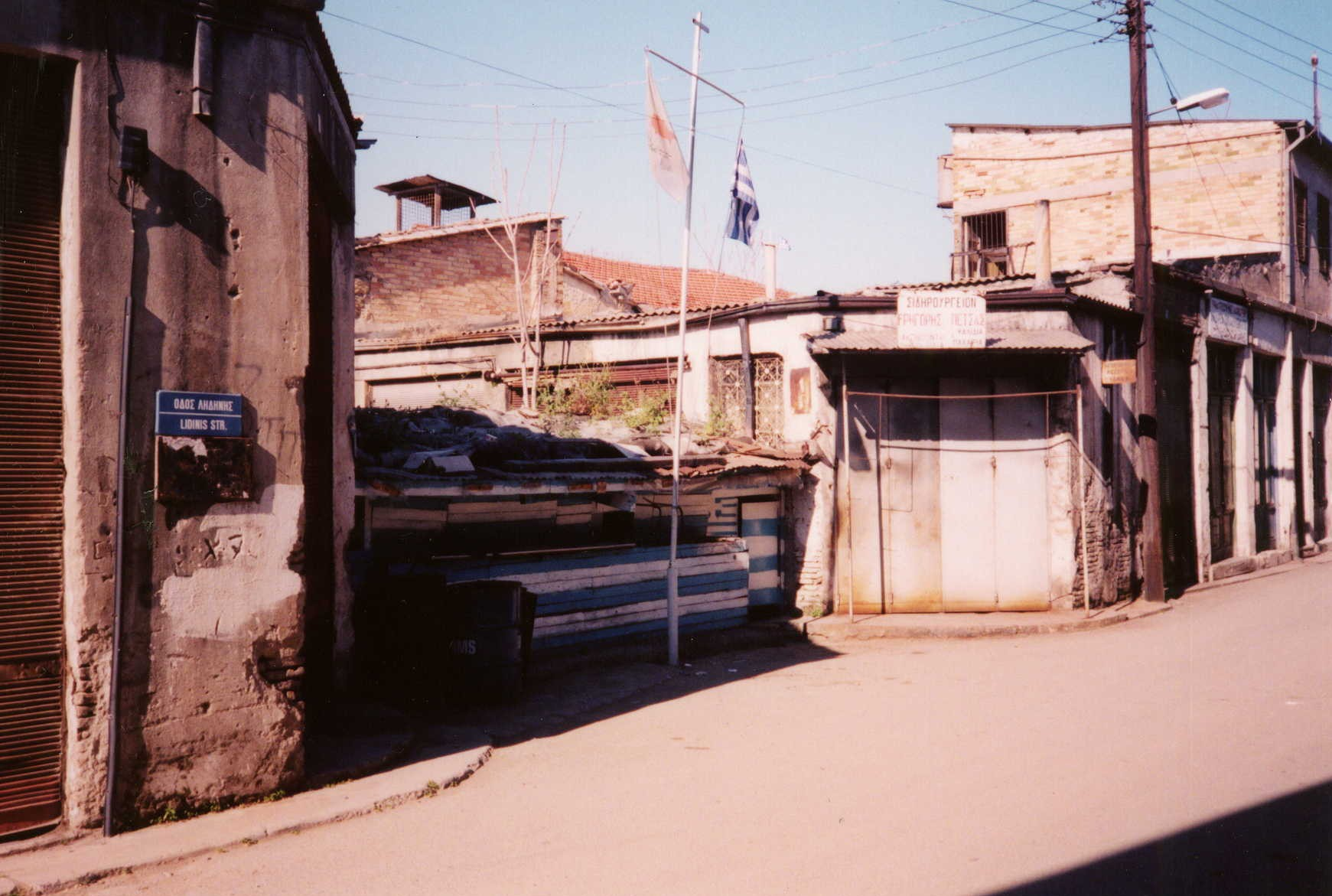
Den gröna linjen som separerar det internationellt erkända Cypern från den icke-erkända Turkiska Republiken Nordcypern.
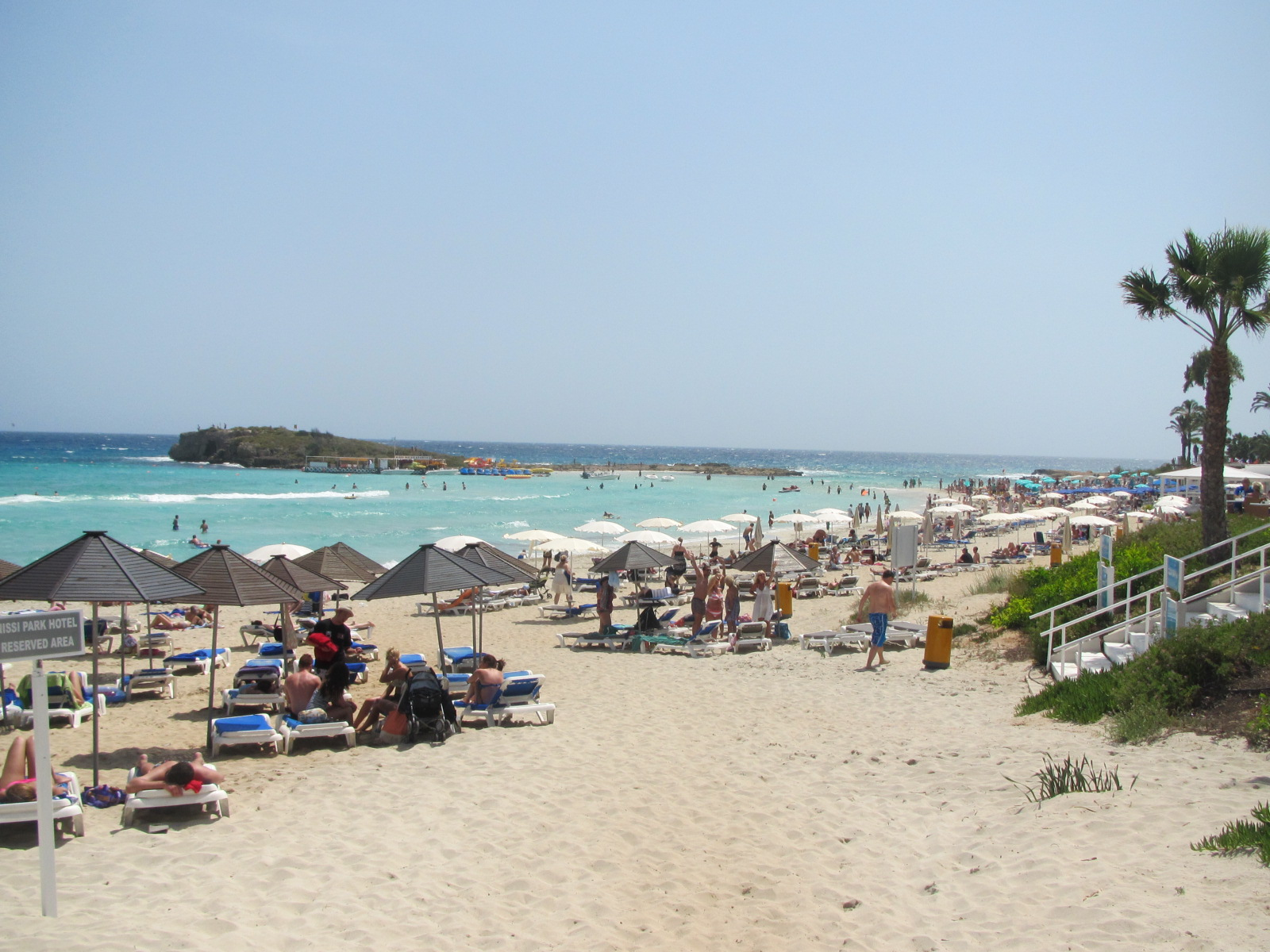
Ayia Napa, en populär turistort.